# جوزف بریستو
جوزف بریستو (انگلیسی: Joseph Bristow؛ زادهٔ ۱۶ اکتبر ۱۹۵۸) استاد بریتانیایی ادبیات انگلیسی دانشگاه یوسی‌اِل‌اِی  است که در زمینه ادبیات ویکتوریایی، مطالعات جنسیت و ادبیات بریتانیا در سدۀ بیستم تخصص دارد. او بیشتر به خاطر کتاب‌هایش در مورد تاریخ جنسیت، شعر ویکتوریایی و کارش به عنوان منتقد و ویراستار متون ادبی اواخر دوره ویکتوریا شناخته می‌شود.
او مدرک کارشناسی خود را از دانشگاه لندن و دکترایش را از دانشگاه ساوت‌همپتون دریافت داشت. پژوهش‌های او با پشتیبانی برخی مراکز معتبر دانشگاهی همچون آکادمی بریتانیا، کالج سنت جان دانشگاه آکسفورد، موقوفه ملی علوم انسانی و مرکز علوم انسانی دانشگاه استنفورد انجام شده‌است.